# Evelyn Colyer
Evelyn Lucy Colyer, coniugata Munro (Wandsworth, 16 agosto 1902 – Bishnath, 4 novembre 1930), è stata una tennista britannica.

## Biografia
Giunse due volte in finale al doppio dell'Open di Francia, sempre in coppia con Kitty McKane, ed entrambe le volte ritrovò in finale la coppia composta da Suzanne Lenglen e Julie Vlasto, la prima volta nel 1925 con un punteggio di 6-1, 9-11, 6-2, la seconda l'anno successivo nel 1926, dove persero con un pesante doppio 6-1.
La stessa coppia giunse in finale a Wimbledon nel 1926 perdendo nuovamente con un doppio 6-1 questa volta contro Elizabeth Ryan e Mary Browne. Evelyn Colyer aveva partecipato al torneo anche nel 1923 in coppia con Joan Austin, mancando ancora il titolo contro Suzanne Lenglen e Elizabeth Ryan (6-3, 6-1).
Vinse una medaglia di bronzo ai Giochi della VIII Olimpiade nella gara di doppio  con la connazionale  Dorothy Shepherd venendo eliminate da Marguerite Broquedis e Yvonne Bourgeois con 6-1, 6-2.